# Jupiá (Santa Catarina)
Pour les articles homonymes, voir Jupiá.
Jupiá est une ville brésilienne de l'ouest de l'État de Santa Catarina.

## Géographie
Jupiá se situe par une latitude de 26° 23′ 54″ sud et par une longitude de 52° 43′ 40″ ouest, à une altitude de 855 mètres.
Sa population était de 2 148 habitants au recensement de 2010. La municipalité s'étend sur 92 km2.
Elle fait partie de la microrégion de Xanxerê, dans la mésorégion Ouest de Santa Catarina.

## Administration
La municipalité est constituée d'un seul district, siège du pouvoir municipal.

## Villes voisines
Jupiá est voisine des municipalités (municípios) suivantes :
- Galvão
- Novo Horizonte
- São Lourenço do Oeste
- Vitorino dans l'État du Paraná
- Mariópolis dans l'État du Paraná